# 尼古拉·瓦西里耶维奇·诺维科夫
尼古拉·瓦西里耶维奇·诺维科夫（俄语：  1903年2月7日—1989年）苏联外交官，生于圣彼得堡，曾担任苏联驻美国大使。1946年9月27日，作为对美国驻苏联大使乔治·凯南长电报的回应，诺维科夫曾向苏联领导人斯大林发送电报，介绍美国战后状况，影响了苏联之后的冷战时期的战略。